# 駒月仁人
駒月 仁人（こまづき ひとと、1993年4月21日 - ）は、京都府向日市出身の元プロ野球選手（捕手）。右投右打。

## 経歴

### プロ入り前
向日市立第4向陽小学校3年生の時に向日ウイングスで野球を始め、5年生の時から捕手としてプレー。
向日市立西ノ岡中学校時代は「西京ビッグスターズ」に所属していた。
京都市立塔南高等学校3年生の時には4番・捕手を務め、高校通算で24本塁打を放ったが、甲子園出場経験は無い。同じ西武ライオンズの森脇亮介は高校の1学年先輩にあたる。
2011年10月27日に行われたプロ野球ドラフト会議では、埼玉西武ライオンズから3位指名を受け、契約金4500万円、年俸600万円（金額は推定）で仮契約を結んだ。背番号は62。

### 西武時代
2012年1月17日に外野手として登録することが発表された。この年は二軍で29試合に出場し、1本塁打、3打点だった。
2013年は二軍で54試合に出場し、打率.189、3本塁打、8打点、1盗塁だった。
2014年は二軍で92試合に出場し、打率.195、8本塁打、24打点、4盗塁だった。
2015年は5月に二軍戦で20試合に出場し、64打数25安打、打率.391の成績を残し、イースタン・リーグの月間MVPを受賞した。この年は、最終的に二軍で87試合に出場し打率.228、11本塁打、44打点、1盗塁だった。
2016年は二軍で87試合に出場し、打率.230、7本塁打、29打点、4盗塁だった。この年は外野だけでなく、一塁手として16試合に出場している。オフには、チームメイトの本田圭佑、野田昇吾と共にオーストラリアのウィンターリーグであるオーストラリアン・ベースボールリーグのメルボルン・エイシズに派遣されたが、駒月のみ出場機会のないまま帰国した。帰国後の契約交渉で、2017年度は外野手から捕手登録に戻ることが決まった。
2019年は5月11日の北海道日本ハムファイターズ戦でプロ8年目にして一軍初出場を果たし、8月13日のオリックス・バファローズ戦でプロ初安打を放った。しかし、7試合の出場にとどまり打率.143だった。
2020年は一軍出場は無かった。
2021年も一軍出場が無く、10月25日に球団から戦力外通告を受け、引退を発表。今後はブルペン捕手兼スコアラーとして球団に残ることとなった。同年12月8日、メットライフドームで開催された12球団合同トライアウトではサポート要員の捕手として出場した。
2022年、岡田雅利が左膝関節鏡下半月板部分切除術、牧野翔矢が右肘内側側副靱帯再建術と関節鏡視下クリーニング術、古市尊と中熊大智が新型コロナウイルス感染と、二軍の捕手陣が立て続けに離脱したことを受けて、8月10日に育成選手契約を結び、現役復帰した。背番号はブルペン捕手として着用していた101から変更なし。この措置は2019年に同様に捕手陣が離脱して当時育成コーチから現役復帰した星孝典以来であった。非常時の備えとしての面が強かったこともあり試合への出場はなく、10月23日に2年連続の戦力外通告を受け、再度ブルペン捕手に戻った。2024年時点では査定補佐を兼務している。

## 選手としての特徴
高校生時代にスイングスピードが150km/hを記録。遠投は105メートルで、本塁から二塁までの送球タイムは1.82秒を計測している。一方で、打撃力に課題があった。

## 詳細情報

### 年度別打撃成績
| 年 度     | 球 団     | 試 合 | 打 席 | 打 数 | 得 点 | 安 打 | 二 塁 打 | 三 塁 打 | 本 塁 打 | 塁 打 | 打 点 | 盗 塁 | 盗 塁 死 | 犠 打 | 犠 飛 | 四 球 | 敬 遠 | 死 球 | 三 振 | 併 殺 打 | 打 率 | 出 塁 率 | 長 打 率 | O P S |
| --------- | --------- | ----- | ----- | ----- | ----- | ----- | -------- | -------- | -------- | ----- | ----- | ----- | -------- | ----- | ----- | ----- | ----- | ----- | ----- | -------- | ----- | -------- | -------- | ----- |
| 2019      | 西武      | 7     | 7     | 7     | 1     | 1     | 0        | 0        | 0        | 1     | 0     | 0     | 0        | 0     | 0     | 0     | 0     | 0     | 1     | 0        | .143  | .143     | .143     | .286  |
| 通算：1年 | 通算：1年 | 7     | 7     | 7     | 1     | 1     | 0        | 0        | 0        | 1     | 0     | 0     | 0        | 0     | 0     | 0     | 0     | 0     | 1     | 0        | .143  | .143     | .143     | .286  |

### 年度別守備成績
| 年 度 | 球 団 | 捕手  | 捕手  | 捕手  | 捕手  | 捕手  | 捕手     | 捕手  | 捕手     | 捕手     | 捕手     | 捕手     |
| 年 度 | 球 団 | 試 合 | 刺 殺 | 補 殺 | 失 策 | 併 殺 | 守 備 率 | 捕 逸 | 企 図 数 | 許 盗 塁 | 盗 塁 刺 | 阻 止 率 |
| ----- | ----- | ----- | ----- | ----- | ----- | ----- | -------- | ----- | -------- | -------- | -------- | -------- |
| 2019  | 西武  | 7     | 16    | 0     | 0     | 0     | 1.000    | 1     | 2        | 2        | 0        | .000     |
| 通算  | 通算  | 7     | 16    | 0     | 0     | 0     | 1.000    | 1     | 2        | 2        | 0        | .000     |

### 記録
初記録
- 初出場：2019年5月11日、対北海道日本ハムファイターズ8回戦（札幌ドーム）、7回裏に捕手で出場
- 初打席：同上、9回表にジャスティン・ハンコックから三邪飛
- 初安打：2019年8月13日、対オリックス・バファローズ19回戦（メットライフドーム）、8回裏に斎藤綱記から三塁内野安打
- 初先発出場：2019年9月26日、対東北楽天ゴールデンイーグルス最終戦（楽天生命パーク宮城）、8番捕手で先発出場

### 背番号
- 62（2012年 - 2021年）
- 101（2022年 - ）